# Spectacles curieux d'aujourd'hui et d'autrefois
Spectacles curieux d'aujourd'hui et d'autrefois ou Jingu qiguan (chinois 今古奇觀) est une anthologie de contes chinois (ou huaben), parue vers 1640, et compilée à partir des Trois propos de Feng Menglong et du Pai'an jingqi de Ling Mengchu.
Le recueil contient quarante contes, ou huaben. Il paraît entre 1633 et 1645 à Suzhou, dans le Jiangsu. Son auteur, inconnu, se présente sous le nom de Baoweng laoren, « le Vieillard qui embrasse la cruche ». Vingt-neuf des nouvelles du Jingu qiguan sont dues à Feng Menglong, lui aussi originaire de Suzhou, les autres sont de Ling Mengchu. Le succès de cette anthologie est tel, tant en Chine qu'à l'étranger, qu'il fait tomber dans l'oubli les noms de Feng Menglong et de Ling Mengchu, jusqu'à leur redécouverte au xxe siècle,.

## Traductions françaises
- Trois nouvelles chinoises, traduites pour la première fois par le marquis d'Hervey-Saint-Denys, Paris, Ernest Leroux, 1885 [lire en ligne] sur archive.org
- La Tunique de perles, Un serviteur méritant et Tang le Kiaï-Youen, trois nouvelles chinoises traduites pour la première fois par le marquis d'Hervey-Saint-Denys, Paris, E. Dentu, 1889.
  - Les deux volumes précédents ont été réédités sous le titre Six nouvelles chinoises, traduites pour la première fois par le marquis d'Hervey-Saint-Denys, édition établie par Angel Pino, Bleu de Chine, 1999.
- Six nouvelles nouvelles, traduites pour la première fois du chinois par le marquis d'Hervey-Saint-Denys, Paris, J. Maisonneuve, 1892 [lire en ligne] sur archive.org — réédition : Six nouvelles nouvelles chinoises, Bleu de Chine, 1999.
  - Les Douze nouvelles chinoises, traduites par  Hervey-Saint-Denys, sont réunies sur classiques.uqac.ca : [lire en ligne].
- Spectacles curieux d'aujourd'hui et d'autrefois, traduit par Rainier Lanselle, Paris, Gallimard, coll. « Bibliothèque de la Pléiade » no 430, 1996, 2104 pages  (ISBN 2-07-011332-9) — première traduction intégrale en français.